# Tomoya Miki
Tomoya Miki (見木 友哉 Miki Tomoya?, Kanagawa, 28 de marzo de 1998) es un futbolista japonés que juega como centrocampista en el Avispa Fukuoka.

## Trayectoria
En 2019 se unió al JEF United Chiba de la J2 League.

## Clubes
| Club             | País  | Año       |
| ---------------- | ----- | --------- |
| JEF United Chiba | Japón | 2019-2023 |
| Tokyo Verdy      | Japón | 2024      |
| Avispa Fukuoka   | Japón | 2025-     |